# Odense Boldklub sæson 2017-18
OB sæson 2017-18 er klubbens 127. sæson, og deres 55. optræden i den bedste danske fodboldrække, Superligaen. Udover Superligaen deltager klubben også i DBU Pokalen.

## Førstehold
Opdatering: 26. juni 2017
| Nr. | Land     | Position | Spiller                                   |
| --- | -------- | -------- | ----------------------------------------- |
| 1   | Danmark  | MM       | Thomas Mikkelsen                          |
| 2   | Danmark  | FO       | Kenneth Emil Petersen (Anfører)           |
| 3   | Danmark  | FO       | Frederik Tingager (indtil 3. januar 2018) |
| 4   | Danmark  | FO       | Ryan Johnson Laursen                      |
| 5   | Portugal | FO       | João Pereira                              |
| 6   | Danmark  | FO       | Jeppe Tverskov                            |
| 7   | Færøerne | MI       | Jóan Símun Edmundsson                     |
| 8   | Danmark  | MI       | André Rømer (fra 4. januar 2018)          |
| 9   | Sverige  | AN       | Rasmus Jönsson                            |
| 10  | Danmark  | AN       | Rasmus Festersen (viceanfører)            |
| 11  | Danmark  | MI       | Casper Nielsen                            |
| 13  | Norge    | MM       | Sten Grytebust                            |
| 14  | Danmark  | MI       | Jens Jakob Thomasen                       |
| 15  | Nigeria  | MI       | Izunna Uzochukwu (indtil 2. januar 2018)  |

| Nr. | Land            | Position | Spiller               |
| --- | --------------- | -------- | --------------------- |
| 16  | Danmark         | MI       | Julius Eskesen        |
| 17  | Danmark         | FO       | Jacob Buus            |
| 18  | Danmark         | MI       | Mathias Thrane        |
| 19  | Danmark         | MI       | Mikkel Desler         |
| 20  | Danmark         | FO       | Jacob Barrett Laursen |
| 21  | Danmark         | MI       | Mathias Greve         |
| 22  | Ghana           | MI       | Nana Welbeck          |
| 25  | Danmark         | AN       | Nicklas Helenius      |
| 26  | Elfenbenskysten | MI       | Yao Dieudonne         |
| 27  | Danmark         | MM       | Oliver Christensen    |
| 28  | Danmark         | AN       | Anders K. Jacobsen    |
| 29  | Danmark         | AN       | Kristian Weber        |

## Transfers

### Ind
| Nr. | Pos | Spiller            | Skiftet fra     | Type     | Dato           | Beløb | Kilde       |
| --- | --- | ------------------ | --------------- | -------- | -------------- | ----- | ----------- |
| 16  | MI  | Julius Eksesen     | Ungdomsafdeling |          |                |       | [ 2 ] [ 3 ] |
| 27  | MÅ  | Oliver Christensen | Ungdomsafdeling |          |                |       | [ 3 ]       |
| 8   | FO  | André Rømer        | FC Midtjylland  | Transfer | 4. januar 2018 |       | [ 4 ]       |

### Ud
| No. | Pos | Spiller           | Skiftet til            | Type             | Dato           | Beløb        | Kilde |
| --- | --- | ----------------- | ---------------------- | ---------------- | -------------- | ------------ | ----- |
| -   | CF  | Thomas Mikkelsen  | Ross County            | Leje             | 4. juli 2017   | Ukendt       | [ 5 ] |
| 15  | MI  | Izunna Uzochukwu  | TBA                    | Kontrakt ophævet | 2. januar 2018 | Fri transfer | [ 6 ] |
| 3   | FO  | Frederik Tingager | Eintracht Braunschweig | Transfer         | 3. januar 2018 | Ukendt       | [ 7 ] |

## Turneringer

### Superligaen

#### Grundspil
| Pos | Hold        | K  | V | U | T  | M+ | M- | MF  | P  | Kvalifikation eller nedrykning |
| --- | ----------- | -- | - | - | -- | -- | -- | --- | -- | ------------------------------ |
| 7   | Hobro       | 26 | 8 | 8 | 10 | 33 | 33 | 0   | 32 | Nedrykningsslutspil Gruppe A   |
| 8   | SønderjyskE | 26 | 8 | 7 | 11 | 36 | 34 | +2  | 31 | Nedrykningsslutspil Gruppe B   |
| 9   | OB          | 26 | 8 | 7 | 11 | 32 | 31 | +1  | 31 | Nedrykningsslutspil Gruppe B   |
| 10  | AGF         | 26 | 7 | 8 | 11 | 23 | 36 | −13 | 29 | Nedrykningsslutspil Gruppe A   |
| 11  | Silkeborg   | 26 | 8 | 4 | 14 | 32 | 49 | −17 | 28 | Nedrykningsslutspil Gruppe A   |

#### Resultatoverblik
| Samlet | Samlet | Samlet | Samlet | Samlet | Samlet | Samlet | Samlet | Hjemme | Hjemme | Hjemme | Hjemme | Hjemme | Hjemme | Ude | Ude | Ude | Ude | Ude | Ude |
| K      | V      | U      | T      | MF     | MI     | MD     | P      | V      | U      | T      | MF     | MI     | MD     | V   | U   | T   | MF  | MI  | MD  |
| ------ | ------ | ------ | ------ | ------ | ------ | ------ | ------ | ------ | ------ | ------ | ------ | ------ | ------ | --- | --- | --- | --- | --- | --- |
| 19     | 6      | 7      | 6      | 20     | 19     | +1     | 25     | 4      | 2      | 4      | 11     | 11     | 0      | 2   | 5   | 2   | 9   | 8   | +1  |

Sidst opdateret: 2. januar 2018.

Kilde: Kampe

#### Kampe
OB's kampe i grundspillet i sæsonen 2017-18.
      Sejr       Uafgjort       Nederlag
| 17. juli 2017 1. Runde | OB           | 1 - 2   | FC Nordsjælland           | Odense                                                             |
| 19:00                  | Jacobsen 55' | Rapport | 22' Asante · 67' Bartolec | Stadion: Odense Stadion Tilskuere: 6.993 Dommer: Jens Grabski Maae |

| 24. juli 2017 2. Runde | FC Helsingør                                                           | 0 - 2   | OB                    | Helsingør                                                              |
| 19:00                  | Mikkel Desler 10' · Anders K. Jacobsen 24', 54' · Izunna Uzochukwu 31' | Rapport | 75' Mathias Johannsen | Stadion: Helsingør Stadion Tilskuere: 3.984 Dommer: Peter Munch Larsen |

| 29. juli 2017 3. Runde | OB                                              | 1 - 0   | AC Horsens                                                 | Odense                                                        |
| 16:00                  | Petersen 10' · Uzochukwu 42' 80' · Thomasen 86' | Rapport | 11' Thorsen · 47' Kortegaard · 58' 62' Okosun · 77' Sanneh | Stadion: Odense Stadion Tilskuere: 5.009 Dommer: Sandi Putros |

| 6. august 2017 4. Runde | OB           | 0 - 0   | AaB         | Odense                                                            |
| 16:00                   | Tingager 50' | Rapport | 75' Lesniak | Stadion: Odense Stadion Tilskuere: 4.824 Dommer: Peter Kjærsgaard |

| 13. august 2017 5. Runde | AGF                                     | 0 - 0   | OB          | Aarhus                                                       |
| 16:00                    | Ankersen 44' Spelmann 51' Johanovic 70' | Rapport | 34' Jönsson | Stadion: Ceres Park Tilskuere: 6.519 Dommer: Dennis Mogensen |

| 20. august 2017 6. runde | Odense                                    | 0–2     | Midtjylland                                               | Odense                                                                 |
| 12:00 CEST               | Edmundsson 22' Uzochukwu 31' Petersen 65' | Rapport | Sparv 21' · Drachmann 29' · Hende 64' · Sørloth 78' 90+3' | Stadion: EWII Park Tilskuere: 7.427 Dommer: Jørgen Daugbjerg Burchardt |

| 25. august 2017 7. runde | SønderjyskE                                                              | 2–2     | Odense                                                         | Haderslev                                                   |
| 18:00 CEST               | Uhre 24' · Zinckernagel 30' · Jakobsen 79' · Poulsen 90+1' · Rømer 90+3' | Rapport | Festersen 41' · Pereira 52' · Thrane 55' · Jacobsen 59' (str.) | Stadion: Sydbank Park Tilskuere: 5.642 Dommer: Sandi Putros |

| 10. september 2017 8. Runde | OB                           | 1 - 1   | Brøndby IF      | Odense                                                         |
| 18:00                       | Uzochukwu 10' · Petersen 59' | Rapport | 57' 90' Kliment | Stadion: Odense Stadion Tilskuere: 10.717 Dommer: Jakob Kehlet |

| 15. oktober 2017 12. Runde | OB                         | 1 - 0   | F.C. København | Odense                                                            |
| 18:00                      | Jacobsen 1' · Petersen 61' | Rapport |                | Stadion: Odense Stadion Tilskuere: 9.231 Dommer: Michael Tykgaard |

| 13. Runde | Lyngby BK |  | OB | Kongens Lyngby          |
|           |           |  |    | Stadion: Lyngby Stadion |

| 14. Runde | AaB |  | OB | Aalborg                        |
|           |     |  |    | Stadion: Aalborg Portland Park |

| 23. Runde | OB |  | Lyngby BK | Odense             |
|           |    |  |           | Stadion: EWII Park |

| 4. marts 2018 24. Runde | Brøndby IF              | 2 - 1   | OB                                  | Brøndby                                                              |
| 18:00                   | Mukhtar 40' · Pukki 77' | Rapport | 57' Rømer · 73' Nielsen · 86' Greve | Stadion: Brøndby Stadion Tilskuere: 10.030 Dommer: Jens Grabski Maae |

### DBU Pokalen
Sejr       Uafgjort       Nederlag
| 29. august 2017 Anden runde | Dalum IF | 0-1     | OB          | Lars R. Jacobsen Park |
| 17.30                       |          | Rapport | Eskesen 89' |                       |

| 21. september 2017 Tredje runde | Fremad Amager              | 2-3     | OB                                     | Sundby Idrætspark |
| 18.15                           | Nordstrand 44' · Kaagh 85' | Rapport | Helenius 9' · Greve 59' · Thomasen 86' |                   |

| 25. oktober 2017 Fjerde runde | OB | 0-3     | FC Midtjylland                        | Odense Stadion |
| 18.00                         |    | Rapport | Duelund 36' · Sørloth 54' · Kraev 87' |                |

### Træningskampe
Sejr       Uafgjort       Nederlag
| 1. juli 2017 | Holstein Kiel          | 2 - 0   | OB | Kiel, Tyskland                              |
| 13:00        | Schindler 7' · Sen 85' | Rapport |    | Stadion: Citti Fussball Park Tilskuere: 700 |

| 3. juli 2017 | FC Shakhtar Donetsk                   | 3 - 2   | OB                           | Barsinghausen, Tyskland                     |
| 17:00        | Taison 48', 66' · Grytebust 69' (sm.) | Rapport | 10' Jacobsen · 50' Uzochukwu | Stadion: August-Wenzel-Stadion Tilskuere: 0 |

| 9. juli 2017 | HB Køge | 0 - 0   | OB | Køge                                 |
| 13:00        |         | Rapport |    | Stadion: Køge Stadion Tilskuere: 250 |

## Statistik
Oversigten er opdateret til og med 18. juli 2017

### Topscorer
| Rnk | Pos | Nr. | Spiller            | Superligaen | DBU Pokalen | Total |
| --- | --- | --- | ------------------ | ----------- | ----------- | ----- |
| 1   | AN  | 28  | Anders K. Jacobsen | 1           | 0           | 1     |

### Assist
| Rnk | Pos | Nr. | Spiller        | Superligaen | DBU Pokalen | Total |
| --- | --- | --- | -------------- | ----------- | ----------- | ----- |
| 1   | AN  | 9   | Rasmus Jönsson | 1           | 0           | 1     |

### Kort
| Rnk | Pos | Nr. | Spiller | Superligaen | Superligaen | DBU Pokalen | DBU Pokalen | Total     | Total     |
| Rnk | Pos | Nr. | Spiller | Gult kort   | Rødt kort   | Gult kort   | Rødt kort   | Gult kort | Rødt kort |
| --- | --- | --- | ------- | ----------- | ----------- | ----------- | ----------- | --------- | --------- |
| 1   |     |     |         |             |             |             |             |           |           |